# حمية سانتا كلاريتا (مسلسل)
حمية سانتا كلاريتا (بالإنجليزية: Santa Clarita Diet) مسلسل رعب وكوميديا أمريكي، من إعداد فيكتور فريسكو، بطولة تيموثي أوليفانت ودرو باريمور.
بدأ عرض المسلسل على نتفليكس، في 3 فبراير، 2017 وتكون موسمه الأول من عشر حلقات. حصل الموسم الأول على إستحسان النقاد، باختيار الممثلين وموضوع المسلسل، كما حصل على انتقادات بسبب بعض المشاهد التي عرضت في المسلسل.

## قصة المسلسل
يعيش الزوجان شيلا (درو باريمور) وجول (تيموثي أوليفانت) في سانتا كلاريتا، كاليفورنيا، تعيش العائلة حياة طبيعة حتى تأخذ حيتهما منعطفاً مفاجأ، إذ تتحول شيلا إلى زومبي تتغذى على لحم البشر.

## الممثلين والشخصيات
- تيموثي أوليفانت بدور جول هاموند، زوج شيلا ووالد آبي
- درو باريمور بدور شيلا هاموند، زوجة جول ووالدة آبي
- ليف هيوسون بدور آبي هاموند، ابنة شيلا وجول[7][8]
- سكايلر غيسوندو بدور إيريك بيميس، جار عائلة هاموند[9]

### شخصيات متكررة
- ريكاردو تشافيرا بدور دان بالمر، شرطي برتبة نائب مأمور، وجار عائلة هاموند[10]
- ماري إليزابيث إيليس بدور ليزا بالمر، زوجة دان[11]
- ريتشارد تي. جونز بدور ريك، ضابط شرطة، وجار عائلة هاموند[8]
- جاي أوسمانسكي بدور ألوندرا
- ناتالي موراليس بدور آن غارسيا
- توماس لينون بدور المدير نوفاك
- غرايس زابريسكي بدور السيدة. باسافيتش
- دي أوبيا أوباري بدور لوكي هايس
- بورشا دي روسي بدور الدكتورة. كورا وولف[12]

### ضيوف الحلقات
- ناثان فيليون بدور غاري ويست[13]
- آندي ريكتر بدور كارل كوبي
- باتن أوزوالت بدور الدكتور. هازميدي[12]
- رايان هانسن بدور بوب جوناس
- ديريك واترز بدور أنتون
- رافي باتيل بدور رايان

## الإستقبال
حصل مسلسل حمية سانتا كلاريتا على إستحسان النقاد. على موقع الطماطم الفاسدة حصل المسلسل على تصنيف 71%، بمعدل 7.9/10. وعلى موقع ميتاكريتك حصل المسلسل على تصنيف 67 من 100.

## وصلات خارجية
- الموقع الرسمي
- حمية سانتا كلاريتا على موقع IMDb (الإنجليزية)
- حمية سانتا كلاريتا على موقع ميتاكريتيك (الإنجليزية)
- حمية سانتا كلاريتا على موقع روتن توميتوز (الإنجليزية)
- حمية سانتا كلاريتا على موقع نتفليكس (الإنجليزية)
- حمية سانتا كلاريتا على موقع فيلمافينيتي (الإسبانية)
- حمية سانتا كلاريتا على موقع كينوبويسك (الروسية)
- حمية سانتا كلاريتا على موقع ألو سيني (الفرنسية)
- حمية سانتا كلاريتا على موقع قاعدة بيانات الفيلم (الإنجليزية)